# Teatinos-Universidad
Teatinos-Universidad, conocido simplemente como Teatinos (11), es uno de los once distritos en que está dividida a efectos administrativos la ciudad de Málaga (España). Está situado al oeste del término municipal, a unos cinco kilómetros del centro histórico de Málaga. Geográficamente está emplazado en la vega baja del Guadalhorce, inclinado en suave pendiente hacia el mar, que se acentúa en la parte norte debido a las estribaciones de los montes de Málaga. Es el distrito más joven de la ciudad, fue creado en el año 2011 como escisión de los distritos de Puerto de la Torre y Cruz de Humilladero. Al ser uno de los barrios recién construido, existen diversos lugares tanto para los jóvenes como para las propias familias, como por ejemplo parques, bares, restaurantes, colegios, ludotecas e incluso gimnasios. Se trata de una de las zonas donde la mayoría de los residentes son jóvenes que estudian en la Universidad de Málaga debido a que los pisos se encuentran en alquiler es una perfecta oportunidad para vivir. El distrito lleva el nombre del barrio homónimo y del campus de la Universidad de Málaga. Según la limitación oficial del ayuntamiento, Teatinos limita al norte con el distrito de Puerto de la Torre; al noreste con el distrito de Bailén-Miraflores; al este y al sur con el distrito de Cruz de Humilladero; y al oeste, con el distrito de Campanillas.
Donde hoy se asienta el distrito, se encontraban históricamente la Hacienda Teatinos y la Huerta Teatinos, unas fincas perteneciente a la Compañía de los Jesuitas, que se establecieron en la ciudad de Málaga en 1572. El nombre de Teatinos, se origina debido a la confusión existente entre padres teatinos y jesuitas por parte del Cabildo de Málaga. En 1810, se desarrolló en Teatinos el combate homónimo, que fue uno de los acontecimientos destacados de la toma de Málaga por parte de los ejércitos de Napoleón Bonaparte.  El actual desarrollo de la zona comenzó en los años 1920, cuando se construyó la Colonia de Santa Inés, barrio residencial, diseñado para albergar las viviendas de los obreros. En las décadas de 1960 y 1970, los terrenos de Teatinos son considerados para la construcción de la Ciudad Universitaria de la recién creada Universidad de Málaga. Durante los años 1990 y 2000, tras la consumación del campus en la zona, el distrito comienza a crecer urbanísticamente. 
Teatinos tiene una superficie de 5,70 y según datos del ayuntamiento de Málaga, en 2022 el contaba con una población aproximada de 40 000 habitantes. Se subdivide a su vez en dieciocho barrios oficiales, entre los más conocidos se encuentran la Colonia Santa Inés, Cortijo Alto o El Cónsul. Teatinos está comunicado al resto de la ciudad mediante la red de autobuses urbanos de la EMT Málaga y mediante el metro de Málaga a través de la línea 1, la cual lo atraviesa de este a oeste y cuenta con seis estaciones en el distrito.  

## Población
Según datos del Ayuntamiento de Málaga de enero de 2013, en el distrito Teatinos-Universidad estaban censados 34.405 ciudadanos.

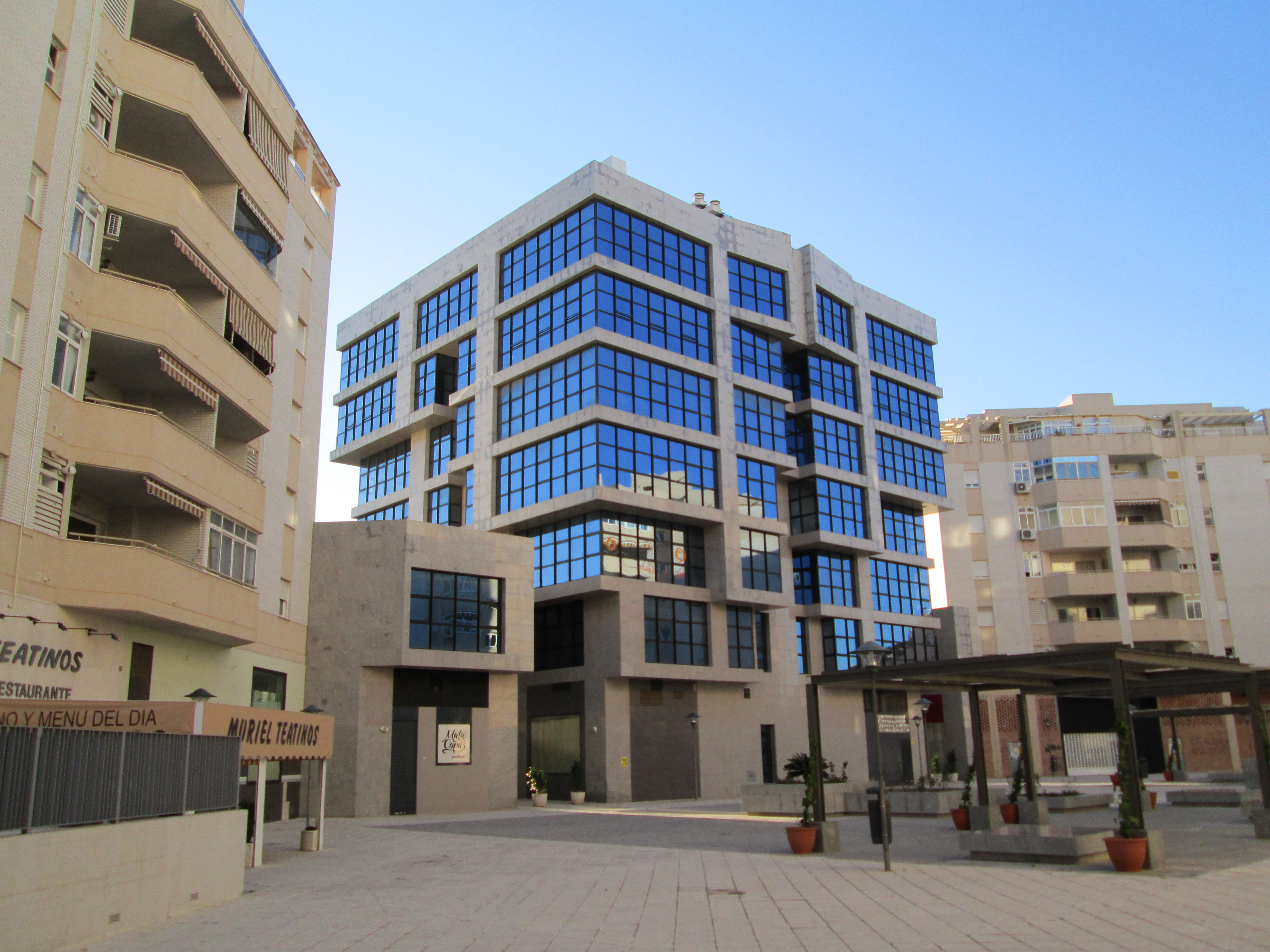
Edificio de oficinas

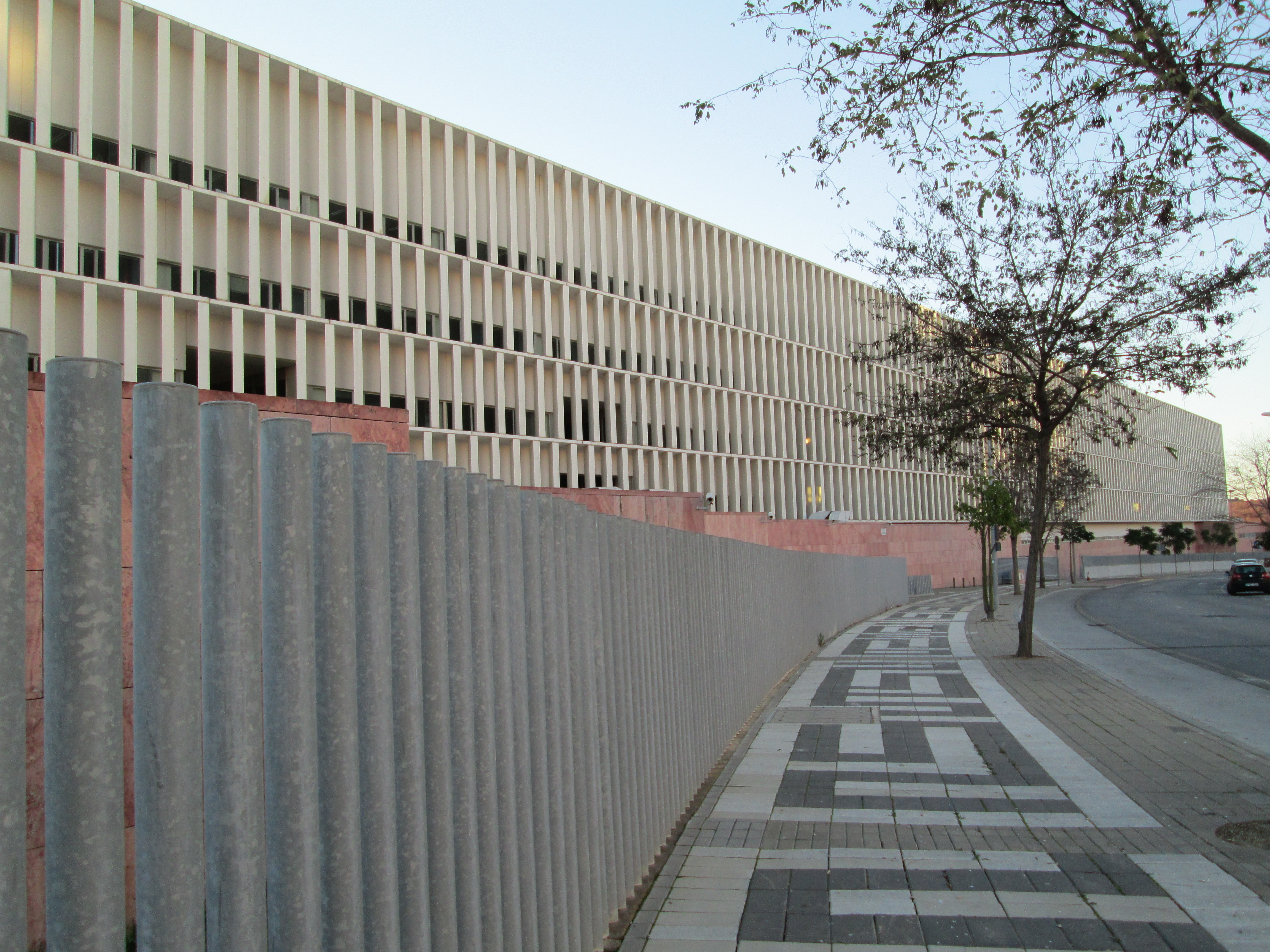
Ciudad de la Justicia.

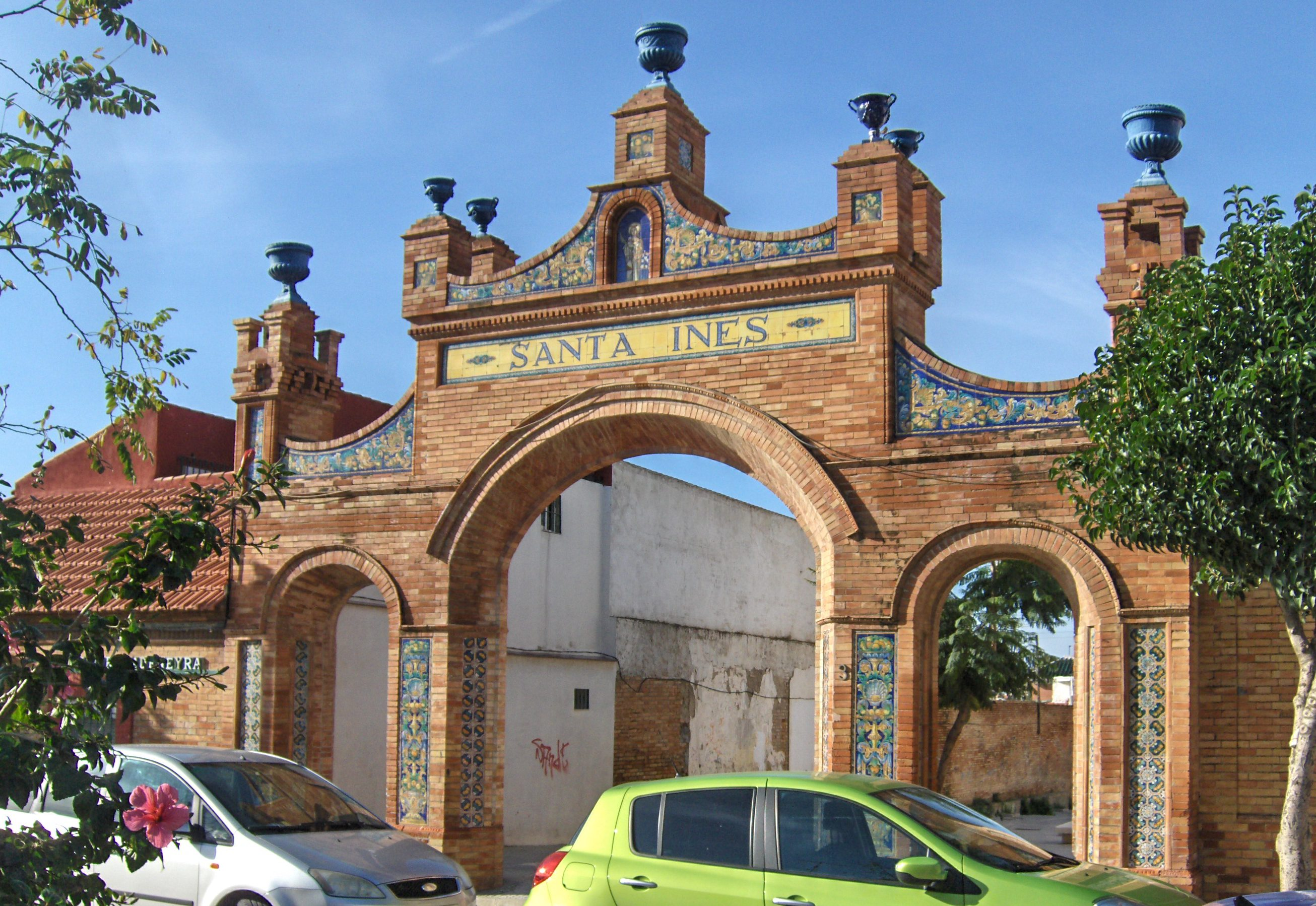
Colonia Santa Inés.

Población extranjera residente según nacionalidad
| País      | Población |
| --------- | --------- |
| Marruecos | 226       |
| Italia    | 136       |
| China     | 110       |
| Argentina | 80        |
| Colombia  | 57        |
| Francia   | 56        |
| Paraguay  | 51        |
| Rumania   | 47        |
| Venezuela | 41        |
| Alemania  | 33        |
| Otros     | 431       |
| Total     | 1.268     |

## Barrios
| Nombre               |
| -------------------- |
| Cañada de los Cardos |
| Ciudad Santa Inés    |
| Ciudad Universitaria |
| Colonia Santa Inés   |
| Cortijo Alto         |
| El Cónsul            |
| El Cónsul 2          |
| El Romeral           |
| El Tejar             |
| Finca La Palma       |
| Hacienda Bizcochero  |
| Hacienda Capitán     |
| Hacienda Roldán      |
| Las Morillas         |
| Los Molinos          |
| Quinta Alegre        |
| Teatinos             |
| Torre Atalaya        |

## Transporte

### Carreteras
Teatinos se encuentra encajonado entre la Ronda Oeste (MA-20) y la A-357. Por el oeste lo bordea también la Hiperronda (MA-30). 

### Metro
La línea 1 del Metro de Málaga cuenta con seis estaciones en el distrito.
| Ciudad de la Justicia | Universidad | Clínico | El Cónsul | Paraninfo | Andalucía Tech | Andalucía Tech |

### Autobús Urbano
Queda conectado mediante las siguientes líneas de la EMT: 
| Línea | Trayecto                                             | Recorrido | Frecuencia                                     |
| ----- | ---------------------------------------------------- | --------- | ---------------------------------------------- |
| 4     | Paseo del Parque - Cortijo Alto (Ciudad de Justicia) | Recorrido | 11-12 minutos                                  |
| 8     | Alameda Principal - Hospital Clínico                 | Recorrido | 13 minutos                                     |
| 11    | Universidad - El Palo, Playa Virginia                | Recorrido | 10 minutos (15-17 minutos en época no lectiva) |
| 21    | Alameda Principal - Puerto de la Torre               | Recorrido | 12 minutos                                     |
| 22    | Avda. Molière - Universidad                          | Recorrido | 10 minutos (16-18 minutos en época no lectiva) |
| 23    | Alameda Principal - Parque Cementerio                | Recorrido | 25-30 minutos                                  |
| N4    | Alameda Principal - Puerto de la Torre               | Recorrido | 23.30, 1.00 (Alameda) 0.15 (Pto. Torre)        |

### Autobús Interurbano
Líneas interurbanas del Consorcio de Transporte Metropolitano del Área de Málaga:
| Línea | Trayecto                                                      | Recorrido y Horarios |
| ----- | ------------------------------------------------------------- | -------------------- |
| M-114 | Mijas-Teatinos                                                | Recorrido y Horarios |
| M-116 | Benalmádena-Teatinos                                          | Recorrido y Horarios |
| M-118 | Cártama-Teatinos                                              | Recorrido y Horarios |
| M-143 | Alhaurín de la Torre-Teatinos                                 | Recorrido y Horarios |
| M-166 | Los Rubios-Torre de Benagalbón-Rincón de la Victoria-Teatinos | Recorrido y Horarios |
| M-250 | Málaga-Almogía                                                | Recorrido y Horarios |
| M-551 | Almogía-Playamar-Plaza Mayor                                  | Recorrido y Horarios |